# Venrode
Venrode is een landgoed in de gemeente Boxtel.
Het 88 hectare grote landgoed is gelegen op een stuifzandrug die zich langs de westoever van de Dommel uitstrekt tussen de plaatsen Boxtel en Sint-Michielsgestel. Omstreeks 1900 werd dit stuifzand, waarin zich door uitstuiving een aantal vennen hadden gevormd, beplant met grove den. Geleidelijk aan heeft zich hier berken-eikenbos ontwikkeld.
In het westen van het landgoed liggen landbouwgronden en een landhuis dat dateert uit het einde van de 18e eeuw en in classicistische stijl is gebouwd. Dit ligt in een park van 5 ha.
In het bos vindt men dubbelloof en aan en in de vennen groeit moerashertshooi, wateraardbei en gagel. Daar vindt men onder meer de dodaars.
Er zijn dassenburchten in de bossen en ook kan men zwarte mees, kuifmees, boomklever en gele kwikstaart aantreffen.
Vroeger was het gebied slechts met speciale toegangskaarten toegankelijk, tegenwoordig is het vrij toegankelijk en is er een wandeling van 3 km uitgezet, die begint in de buurtschap Heult. De directe omgeving van het landhuis is niet toegankelijk.
Venrode wordt ingesloten door de landgoederen Sparrenrijk, Eikenhorst, Wilhelminapark en Zegenrode, terwijl in het oosten de Dommel stroomt.
Het landgoed wordt beheerd door de Stichting Brabants Landschap.